# デイル・デヴォン

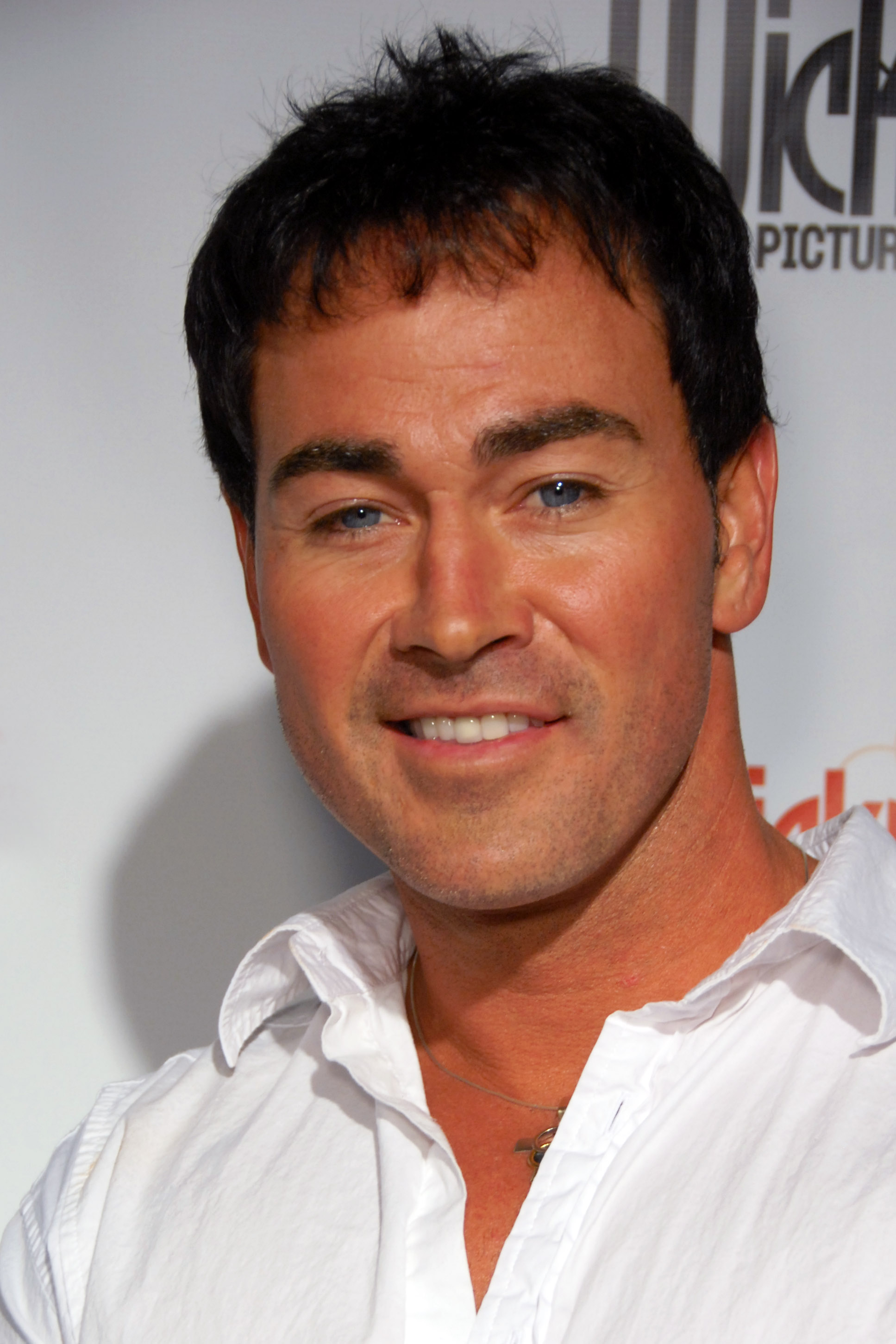
デイル・デヴォン

デイル・デヴォン（Dale DaBone, 1972年1月8日 - ）は、アメリカ合衆国のポルノ俳優。ノースカロライナ州グリーンズボロ出身。

## 出演作品
- アメコミヒーロー絶倫スペシャル
- Sex At The City 2／セックス・アンタ・ト・シテェ
- ドバットマン
- スーパーマン棒／SUPERMANBOW
- スワッピング　～偶然の恋人たち～
- ボディライダー
- エステ・ド・ロワイヤル2 〜エンドレス〜
- ボディスロットル